# Erioptera melanotaenia
Erioptera melanotaenia är en tvåvingeart som beskrevs av Alexander 1931. Erioptera melanotaenia ingår i släktet Erioptera och familjen småharkrankar. Inga underarter finns listade i Catalogue of Life.